# 茄叶斑鸠菊
茄叶斑鸠菊（学名：Vernonia solanifolia）是菊科班鸠菊属的植物。分布于柬埔寨、台湾岛、老挝、缅甸、印度、越南以及中国大陆的广东、福建、广西等地，生长于海拔500米至1,000米的地区，常生长在山谷疏林中，目前尚未由人工引种栽培。

## 别名
斑鸠菊（广西） 大过山龙（海南） 咸虾花 斑鸠木（广西） 茄叶咸虾花